# رافائيل فسينا
رافائيل فسينا (بالإسبانية: Rafa Vecina)‏ مواليد 26 أبريل 1964 في بادالونا، إسبانيا، هو لاعب كرة سلة محترف إسباني معتزل بدأ مسيرته الاحترافية في سنة 1984. اعتزل اللعب في 1998.

## فرق لعب لها
- جوفينتوت بادالونا
- بالونكيستو مالقا
- سي بي إستوديانتس

## روابط خارجية
- رافائيل فسينا على موقع الاتحاد الدولي لكرة السلة (الإنجليزية)
- رافائيل فسينا على موقع الدوري الإسباني لكرة السلة (الإسبانية)
- رافائيل فسينا على موقع كرة السلة الأوروبية.كوم (الإنجليزية)
- رافائيل فسينا على موقع ريلجم (الإنجليزية)
- رافائيل فسينا على موقع بروبوليرز (الإنجليزية)
- رافائيل فسينا على موقع سبورتس رفرنس (الإنجليزية)